# Elaine Barkin

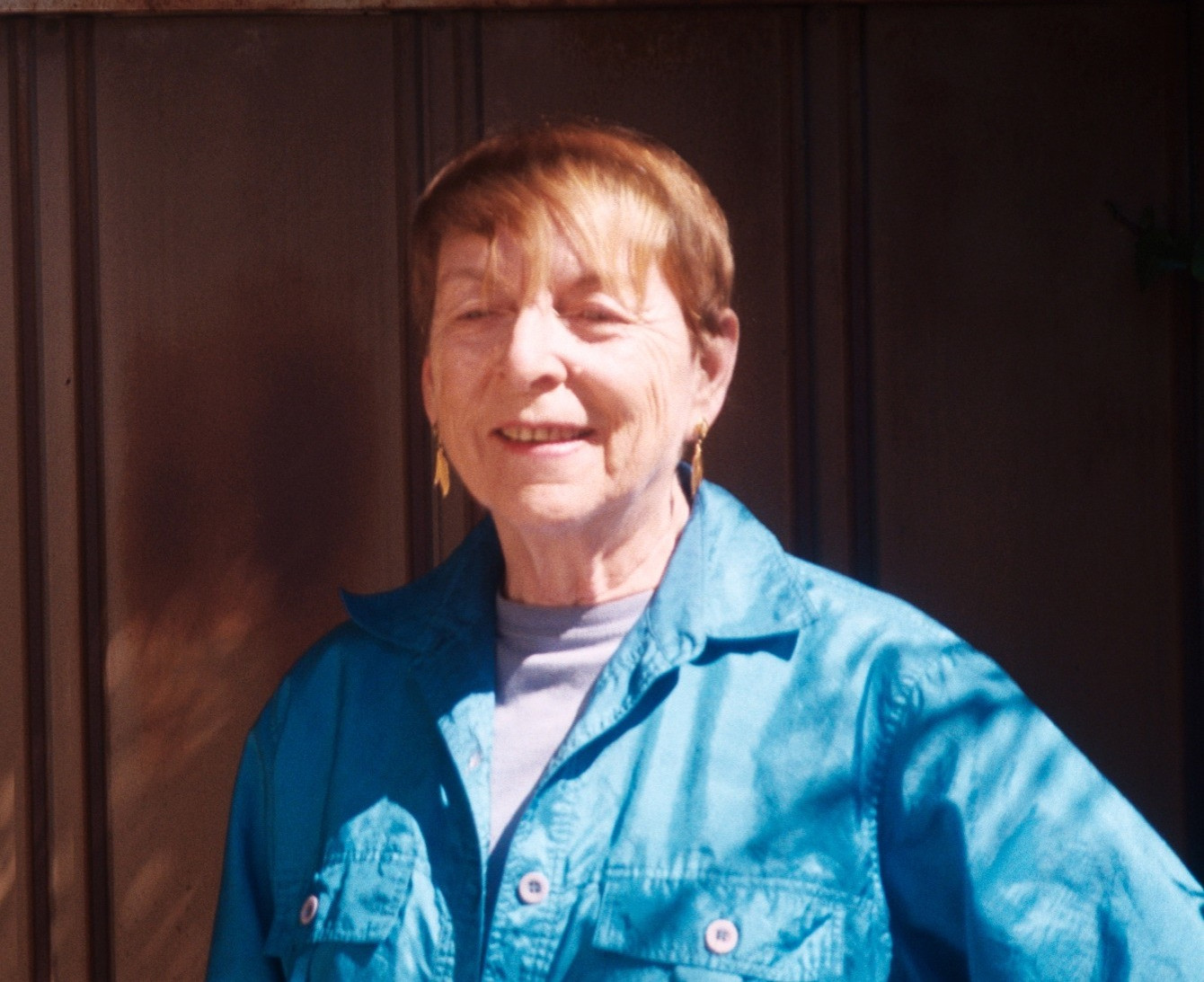
Elaine Barkin, 2005

Elaine Barkin (geborene Elaine Radoff; * 15. Dezember 1932 in New York City; † 22. Februar 2023) war eine US-amerikanische Komponistin und Musikpädagogin.

## Leben
Barkin studierte bei Karol Rathaus, Saul Novak und Leo Kraft am Queens College der City University of New York (Bachelor 1954), bei Irving Fine, Harold Shapero und Arthur Victor Berger an der Brandeis University (Master 1954 und Ph.D 1971) und von 1956 bis 1957 bei Boris Blacher an der Hochschule für Musik Hanns Eisler Berlin. Nach ihrem Studium unterrichtete sie von 1964 bis 1970 am Queens College, danach an der University of Michigan, 1974 an der Princeton University und schließlich von 1974 bis zu ihrer Emeritierung 1997 an der University of California, Los Angeles. Vorlesungen gab sie auch am Sarah Lawrence College, an der Chiao-Tung-Nationaluniversität in Taiwan und an der Victoria University of Wellington.
Von 1963 bis 1985 war sie Redakteurin von Benjamin Boretz’ Zeitschrift Perspectives of New Music. Von 1967 bis 1969 war sie außerdem Mitglied im Exekutivkomitee der  American Society of University Composers. Mit Benjamin Boretz und James K. Randall gründete sie 1989 die Publikationsreihe Open Space. Mit Lydia Hamessley veröffentlichte sie 1999 das Buch Audible Traces: Gender, Identity, and Music. Als Komponistin begann sie mit seriellen Techniken, entwickelte aber bald einen eigenen Stil, den sie selbst als group interactive autonomous alternative music-making culture beschrieb. Ihr besonderes Interesse galt der indonesischen Kultur und Gamelanmusik. Für ihr Wirken erhielt sie u. a. Auszeichnungen der Fulbright-Kommission, des National Endowment for the Arts, der Rockefeller Foundation, der International Society for Contemporary Music und der American Composers Alliance.

## Werke
- String Quartet (1969)
- Plus ça change für Streichorchester und Perkussion (1971)
- Sound Play für Violine (1974)
- Inward and Outward Bound für Kammerensemble (1975)
- Plein Chant für Altflöte (1977)
- Ebb Tide für zwei Vibraphonr (1977)
- Two Emily Dickinson Choruses (1977)
- “...The Supple Suitor...”, Liedzyklus für Mezzosopran und fünf Musiker (1978)
- De amore, Mini-Kammeroper (1980)
- Media Speak, Theaterstück für neun Sprecher, Saxophon, Tonband und Slides (1981)
- At the Piano (1982)
- “...To Piety More Prone...”, Theaterstück für vier Sprecherinnen und Tonband (1982)
- On the Way to Becoming für Tonband (1985)
- Rhapsodies für Flöten und Klarinette (1986)
- [Be]coming Together Apart für Violine und Marimba (1987)
- Encore for Javanese Gamelan (1988)
- “Out of the Air...” für Bassetthorn und Tonband (1989)
- Legong Dreams für Oboe (1990)
- Exploring the Rigors of in Between für Flöte, Horn, Violine, Viola und Cello (1991)
- Gamélange für Harfe und Gamelanmusiker (1993)
- “...For My Friends’ Pleasure...” für Harfe und Stimme (1995)
- Touching All Bases/Di Mana-Mana für Basso Bongo und Gamelan (1996, mit I Nyoman Wenten)
- Poem für Holzbläserensemble (1999)